# Cystodytes lobatus
Cystodytes lobatus är en sjöpungsart som först beskrevs av Friedrich Ritter 1900.  Cystodytes lobatus ingår i släktet Cystodytes och familjen Polycitoridae. Inga underarter finns listade i Catalogue of Life.